# Snäcksjön
Snäcksjön är en sjö i Östhammars kommun i Uppland och ingår i Olandsån-Skeboåns kustområde.